# 효단현황후
효단현황후 왕씨(孝端顯皇后 王氏, 가정 43년 10월 4일(1564년 11월 7일) ~ 만력 48년 4월 6일(1620년 5월 7일))는 만력제의 황후이다. 응천부 여요(余姚) 출신이며, 아버지는 영년백(永年伯) 왕위(王偉)이다. 본명은 희저(喜姐)이다.

## 생애
만력 5년 정월(1577년), 왕희저는 후궁 간택에 참여하고자 입궁하였고, 그 다음해 정월에 황후로 간택되어 만력제(萬曆帝)와 혼인을 하게 되었다. 만력 9년(1582년), 황후 왕희저는 영창공주(榮昌公主)를 순산하게 되었으나, 순산 후 산후병으로 인해 더 이상 황후에게 자식을 볼 수 없었다. 국본지쟁(國本之爭)을 일으키는 하나의 원인이 되었다. 만력 21년(1593년), 신료들이 황후 왕희저에게 후사를 볼 수가 없으니 후궁의 자식 중에 장자를 황태자를 책봉하라고 간청하였으나, 만력제는 역정을 내며 황태자 문제를 미루기만 하였다.
만력 24년(1596년), 황후의 처소인 곤녕궁(坤寧宮)에서 화재가 일어나자, 만력제는 황후 왕희저에게 계상궁(啓祥宮)으로 거처를 옮기라고 명하였다. 그 다음해에는 경비 이씨(敬妃 李氏)가 7황자를 순산한 후 세상을 떠나자, 만력제는 태어난 지 얼마 안된 경비 이씨 소생인 주상윤(朱常潤), 주상영(朱常瀛)을 황후 왕희저에게 양자로 삼게 하였다.
만력 28년(1600년), 국본지쟁이 절정으로 치닫았고, 급사중(給事中)인 왕덕완(王德完) 등 대부분의 대신들은 장자인 주상락(朱常洛)을 태자로 삼으라며 계속 간언하였다. 그러나 만력제는 격노하여 일부 대신들을 삭탈관직하거나 국본의 문제에 관여하지 말라며 더욱 역정을 내었다. 그사이에 만력제와 황후 왕희저의 관계는 더욱 더 악화되고 있었다. 사실 만력제는 장자인 주상락이 아닌 만력제가 가장 총애하는 황귀비 정씨(皇貴妃 鄭氏)의 소생인 주상순(朱常洵)을 황태자로 눈여겨보고 있었다. 그 다음해에 만력제는 계속되는 대신들의 반항과 성년이 된 주상락 등의 이유로 더 이상 황태자 책봉을 미룰 수 없었다. 그리고 주상락은 황태자로 책봉이 되었다.
만력 46년 4월 6일(1620년 5월 7일), 황후 왕희저는 향년 57세의 나이로 붕어하고, 4개월후 남편인 만력제도 붕어한다. 황후 왕희저는 중국 역사상 황후를 가장 오래 재위한 황후이기도 하였다.

## 시호, 능호
시호는 효단정각장혜인명비천육성현황후(孝端貞恪莊惠仁明媲天毓聖顯皇后)이다. 능묘는 정릉(定陵)이다.